# Risa Kudo
Risa Kudō (工藤里紗, Kudō Risa, nascida 4 de Outubro de 1983, em Kanagawa, Japão) é uma modelo e atriz. Ela é conhecida no Japão por aparecer em um episódio de Nippon Television, da série Haken no Hinkaku, em 2007 e nos filmes Love Letter Ao-renka e Rabu Kon (Lovely Complex) em 2006, e Sleeping Flower, em 2005.

## Referência
1. ↑  Love Letter Movie homepage